# David De Keyzer
David De Keyzer est un animateur, comédien et réalisateur sourd français. Il est le fondateur et directeur artistique du Festival Clin d'Œil et directeur de l'Association CinéSourds.

## Biographie
David de Keyzer est le fils de Bruno De Keyzer, Directeur de la photographie, et de  Patricia Pfaff, monteuse à la télévision.
Pendant son enfance, il vit dans le monde entendant et, à l'âge de treize ans, il découvre le monde des Sourds et la langue des signes française, la LSF.
Il participe à quelques pièces de théâtre comme Hanna de Levent Beskardes.
Il réalise plusieurs films documentaires pour l'émission L'Œil et la Main, dont il est parfois animateur. En 2003, il fonde le Festival Clin d'Œil, festival international sur les Arts en Langue des Signes.

## Filmographie

### Cinéma
- 2001 : Une petite découverte de David de Keyzer et Henry Bonus
- 2001 : Hanna de David de Keyzer et Henry Bonus

### Télévision

#### Documentaires
Pour L'Œil et la Main
- 2010 : À l'Est, on se réveille !
- 2012 : Signmark
- 2012 : Un lieu pour nos vieux jours…

## Distinction

### Récompense
- Médaille de la Ville Reims en 2013[3]

## Sources

### Internet
- Marylène CHARRIERE, « Interview de Mr David De Keyzer », sur Websourd, 6 octobre 2005.
- Adrien Pelletier, « Festival Clin d’œil - Interview de David De Keyser, Directeur du festival », sur S5 WEBTV, 23 octobre 2013.